# Zarzuela del Monte
Zarzuela del Monte er en by og kommune i det centrale Spanien i provinsen Segovia. Den har et indbyggertal på 498 (2024) indbyggere.